# Champsodon vorax
Champsodon vorax es una especie de pez actinopeterigio marino, de la familia de los campsodóntidos.

## Morfología
Con el cuerpo alargado y una longitud máxima descrita de 8,2 cm. En la aleta dorsal tiene 4 a 6 espinas y 18 a 23 radios blandos, mientras que la aleta anal no tiene espinas y presenta 16 a 21 radios blandos; punta de la primera aleta dorsal moteada, no sólidamente oscura.

## Distribución y hábitat
Se distribuye por aguas del oeste del océano Pacífico y del océano Índico, en las islas Maldivas, Australia, Vietnam, Filipinas e islas de Indonesia, así como en Guam. Ha sido descrito en el mar Mediterráneo en las costas de Batroun (Líbano), probablemente especie invasora en este mar junto con Champsodon nudivittis, introducidas en este mar en las aguas de lastre de los barcos. Son peces marinos de agua tropical, de hábitat tipo demersal, que prefiere un rango de profundidad entre los 34 m y 84 m.